# Osawatomie, Kansas
Osawatomie, Kansas (енгл. Osawatomie) град је у америчкој савезној држави Канзас.

## Демографија
По попису из 2010. године број становника је 4.447, што је 198 (-4,3%) становника мање него 2000. године.
| Група             | 2000.         | 2010.         |
| Белци             | 4.218 (90,8%) | 4.034 (90,7%) |
| Афроамериканци    | 193 (4,2%)    | 137 (3,1%)    |
| Азијати           | 10 (0,2%)     | 14 (0,3%)     |
| Хиспаноамериканци | 118 (2,5%)    | 127 (2,9%)    |
| Укупно            | 4.645         | 4.447         |